# (32485) 2000 TY44
2000 TY44 (asteroide 32485) é um asteroide da cintura principal. Possui uma excentricidade de 0.12231020 e uma inclinação de 14.34869º.
Este asteroide foi descoberto no dia 1 de outubro de 2000 por LINEAR em Socorro.